# Arpa Estense

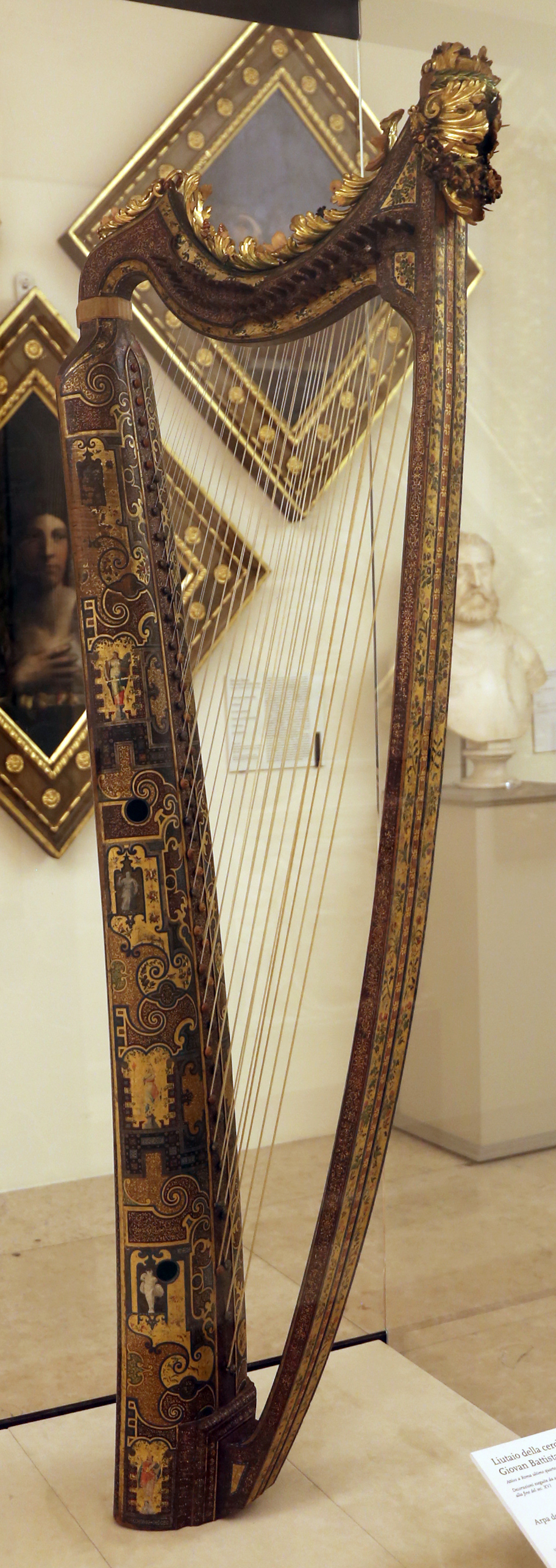
L'Arpa Estense nella Galleria estense di Modena

L'Arpa Estense è uno strumento musicale realizzato nel 1581, su richiesta del duca Alfonso II d'Este e conservata presso la Galleria Estense a Modena.

## Storia
Nel 1581, il duca Alfonso II d’Este dispone la realizzazione di questo strumento musicale da concedere alla musicista Laura Peperara per il concerto delle dame. Per la realizzazione dell'arpa, il duca si affida alla bottega di Giovanni Battista Giacometti a Roma, grazie all'intervento dell'ambasciatore del ducato, Giulio Masetti. Lo strumento è conservato presso la Galleria estense a Modena.

## Caratteristiche
L'arpa dispone di 58 corde e la struttura è in legno di pero e di acero verniciato. Tra il 1587 e il 1589, vengono realizzate le decorazioni da parte del pittore ferrarese Giulio Marescotti. La parte superiore dello strumento presenta dei fregi disegnati da Giuseppe Mazzuoli e realizzati dall'artista fiammingo Orazio Lamberti. Successivamente, Giovan Battista Rosselli cura la doratura di tali fregi.

## Rappresentazione
Lo strumento è rappresentato graficamente nelle banconote da mille lire emesse dall'Italia nel 1969.

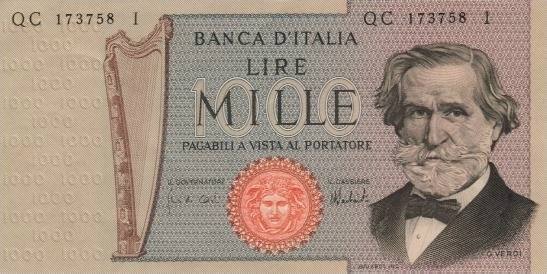
L'Arpa Estense raffigurata sulla banconota da 1000 lire dedicata a Giuseppe Verdi